# Liste der Naturschutzgebiete im Moravskoslezský kraj

Lage des Moravskoslezský kraj in Tschechien

Die Liste der Naturschutzgebiete im Moravskoslezský kraj umfasst kleinflächige geschützte Gebiete in der Region Mährisch-Schlesien, Tschechien. Aufgenommen sind alle offiziell ausgewiesenen Naturreservate und Naturdenkmäler nach dem „Gesetz zum Schutz der Natur und der Landschaft 114/1992“ (Stand September 2008).
Für eine Gesamtübersicht siehe die Liste der Naturschutzgebiete in Tschechien.

## Nationale Naturreservate
| Name                | Gründung | Größe [ha] | Lage                                                                                              | Beschreibung                                                                   | Ansicht |
| ------------------- | -------- | ---------- | ------------------------------------------------------------------------------------------------- | ------------------------------------------------------------------------------ | ------- |
| Čantoria            | 39,45    | 1988       | Frýdek-Místek: Nýdek                                                                              | Gipfel in den Schlesischen Beskiden (995 m)                                    |         |
| Kaluža              | 57,03    | 1970       | Opava: Březová, Hradec nad Moravicí                                                               | Buchenwald an der Moravice im Altvatergebirge                                  |         |
| Kněhyně-Čertův mlýn | 195,02   | 1989       | Frýdek-Místek: Čeladná; Vsetín: Prostřední Bečva                                                  | Zwei Gipfel in den Mährisch-Schlesischen Beskiden (1257 bzw. 1206 m)           |         |
| Mazák               | 92,91    | 1933       | Frýdek-Místek: Ostravice                                                                          | Westhang des Gipfels Lysá hora in den Mährisch-Schlesischen Beskiden (1.325 m) |         |
| Mionší              | 169,7    | 1933       | Frýdek-Místek: Dolní Lomná, Horní Lomná                                                           | Urwald (Tannen-Buchenwald) in den Mährisch-Schlesischen Beskiden               |         |
| Polanská niva       | 122,3    | 1985       | Ostrava-město: Ostrava                                                                            | Auwald an der Oder                                                             |         |
| Praděd              | 2031,4   | 1955       | Bruntál: Malá Morávka, Vrbno pod Pradědem; Jeseník: Bělá pod Pradědem; Šumperk: Loučná nad Desnou | Der höchste Gipfel des Altvatergebirges (1.492 m)                              |         |
| Radhošť             | 144,93   | 1955       | Nový Jičín: Trojanovice                                                                           | Gipfel der Mährisch-Schlesischen Beskiden (1.129 m)                            |         |
| Rašeliniště Skřítek | 166,65   | 1955       | Bruntál: Stará Ves; Šumperk: Sobotín                                                              | Moor im Altvatergebirge                                                        |         |
| Salajka             | 21,86    | 1956       | Frýdek-Místek: Bílá                                                                               | Urwald (Tannen-Buchenwald) in den Mährisch-Schlesischen Beskiden               |         |

## Naturreservate
| Name                       | Gründung | Größe [ha] | Lage                                                                      | Beschreibung                                                                 | Ansicht |
| -------------------------- | -------- | ---------- | ------------------------------------------------------------------------- | ---------------------------------------------------------------------------- | ------- |
| Bartošovický luh           | 2003     | 296,91     | Nový Jičín: Bartošovice, Hladké Životice, Pustějov                        |                                                                              |         |
| Bařiny                     | 2003     | 42,2       | Nový Jičín: Bernartice nad Odrou, Kunín, Šenov u Nového Jičína            |                                                                              |         |
| Bažantula                  | 2009     | 36.52      | Nový Jičín: Studénka                                                      |                                                                              |         |
| Břidličná                  | 2008     | 651,98     | Bruntál: Malá Morávka, Stará Ves; Šumperk: Loučná nad Desnou, Vernířovice |                                                                              |         |
| Bučací potok               | 2004     | 35,01      | Frýdek-Místek: Ostravice                                                  |                                                                              |         |
| Bukovec                    | 2004     | 7,34       | Frýdek-Místek: Bukovec                                                    | Feuchtwiesen im Jablunkauer Bergland                                         |         |
| Čerňavina                  | 1999     | 61,32      | Frýdek-Místek: Košařiska, Třinec                                          |                                                                              |         |
| Černý les u Šilhéřovic I.  | 1970     | 8,04       | Opava: Šilheřovice                                                        | Hartholzaue im Ostrauer Becken                                               |         |
| Černý les u Šilhéřovic II. | 1970     | 7,69       | Opava: Šilheřovice                                                        | Hartholzaue im Ostrauer Becken                                               |         |
| Dařenec                    | 1969     | 32,94      | Opava: Vřesina                                                            |                                                                              |         |
| Draplavý                   | 2004     | 20,91      | Frýdek-Místek: Staré Hamry                                                |                                                                              |         |
| Džungle                    | 2003     | 9,95       | Bruntál: Slezské Pavlovice                                                |                                                                              |         |
| Franz-Franz                | 2000     | 18,79      | Bruntál: Dolní Moravice                                                   |                                                                              |         |
| Gutské peklo               | 2008     | 37,46      | Frýdek-Místek: Třinec                                                     |                                                                              |         |
| Hněvošický háj             | 1970     | 67,71      | Opava: Hněvošice                                                          |                                                                              |         |
| Hořina                     | 1948     | 88,33      | Opava: Velké Heraltice                                                    |                                                                              |         |
| Huštýn                     | 1999     | 11,91      | Nový Jičín: Mořkov                                                        |                                                                              |         |
| Hvozdnice                  | 1989     | 56,24      | Opava: Slavkov, Štáblovice, Uhlířov                                       |                                                                              |         |
| Jelení bučina              | 1990     | 25,55      | Bruntál: Ludvíkov                                                         |                                                                              |         |
| Karlovice - sever          | 1970     | 42,35      | Bruntál: Karlovice                                                        |                                                                              |         |
| Klíny                      | 1977     | 58,11      | Frýdek-Místek: Čeladná                                                    |                                                                              |         |
| Koryta                     | 1998     | 12,93      | Nový Jičín: Bartošovice                                                   |                                                                              |         |
| Kotvice                    | 1970     | 60,56      | Nový Jičín: Studénka                                                      |                                                                              |         |
| Koutské a Zábřežské louky  | 1974     | 375,7      | Opava: Dolní Benešov, Kravaře                                             |                                                                              |         |
| Královec                   | 2000     | 4,89       | Nový Jičín: Spálov                                                        |                                                                              |         |
| Krasovský kotel            | 1989     | 11,46      | Bruntál: Krasov                                                           | Artenreiche Bergwiese im Vorland des Altvatergebirges                        |         |
| Kunov                      | 1989     | 4,16       | Bruntál: Nové Heřminovy, Široká Niva                                      |                                                                              |         |
| Les Na Rozdílné            | 2000     | 5,54       | Frýdek-Místek: Kunčice pod Ondřejníkem                                    |                                                                              |         |
| Malenovický kotel          | 2004     | 145,99     | Frýdek-Místek: Krásná, Malenovice                                         |                                                                              |         |
| Malý Smrk                  | 2004     | 106,4      | Frýdek-Místek: Ostravice, Staré Hamry                                     |                                                                              |         |
| Mazácký Grúnik             | 1955     | 95,65      | Frýdek-Místek: Ostravice, Staré Hamry                                     |                                                                              |         |
| Mokřiny u Krahulčí         | 2001     | 3,24       | Bruntál: Dětřichov nad Bystřicí                                           |                                                                              |         |
| Niva Moravice              | 1998     | 41,98      | Bruntál: Dolní Moravice, Malá Štáhle, Rýmařov                             |                                                                              |         |
| Noříčí                     | 2001     | 37,9       | Nový Jičín: Trojanovice                                                   |                                                                              |         |
| Nové Těchanovice           | 1955     | 5,76       | Opava: Vítkov                                                             |                                                                              |         |
| Novodvorský močál          | 2001     | 2,7        | Frýdek-Místek: Frýdek-Místek                                              |                                                                              |         |
| Palkovické hůrky           | 1970     | 34,93      | Frýdek-Místek: Hukvaldy                                                   |                                                                              |         |
| Panské louky               | 1970     | 14,33      | Bruntál: Dětřichov nad Bystřicí, Moravský Beroun                          |                                                                              |         |
| Plenisko                   | 1933     | 24,32      | Frýdek-Místek: Písek                                                      |                                                                              |         |
| Pod Jelení studánkou       | 1989     | 138,42     | Bruntál: Malá Morávka, Stará Ves                                          |                                                                              |         |
| Polanský les               | 1970     | 59,17      | Ostrava-město: Ostrava                                                    |                                                                              |         |
| Poledňana                  | 1955     | 15,94      | Frýdek-Místek: Staré Hamry                                                |                                                                              |         |
| Přemyšov                   | 2001     | 30,79      | Ostrava-město: Ostrava                                                    |                                                                              |         |
| Pstruží potok              | 1989     | 22,14      | Bruntál: Stará Ves                                                        |                                                                              |         |
| Pustá Rudná                | 1989     | 1,92       | Bruntál: Andělská Hora                                                    | Artenreiche Wiesen am Rand des Altvatergebirges                              |         |
| Radim                      | 1970     | 19,25      | Bruntál: Krasov                                                           | Bewaldete Hügel mit autochthonem Lärchenwald im Vorland des Altvatergebirges |         |
| Rákosina                   | 2002     | 16,25      | Nový Jičín: Jistebník                                                     |                                                                              |         |
| Rezavka                    | 1998     | 83,68      | Ostrava-město: Ostrava                                                    |                                                                              |         |
| Růžová                     | 2002     | 24,81      | Bruntál: Rýmařov                                                          |                                                                              |         |
| Rybníky                    | 1990     | 7,32       | Frýdek-Místek: Kozlovice                                                  |                                                                              |         |
| Rybníky v Trnávce          | 2002     | 14,28      | Nový Jičín: Trnávka                                                       |                                                                              |         |
| Skalka                     | 1955     | 35,44      | Frýdek-Místek: Kunčice pod Ondřejníkem                                    |                                                                              |         |
| Skalní potok               | 2001     | 197,63     | Bruntál: Vrbno pod Pradědem                                               |                                                                              |         |
| Skalské rašeliniště        | 1970     | 45,5       | Bruntál: Horní Město                                                      |                                                                              |         |
| Skučák                     | 1970     | 30,08      | Okres Karviná: Rychvald                                                   |                                                                              |         |
| Smrk                       | 1996     | 340,88     | Frýdek-Místek: Čeladná, Ostravice, Staré Hamry                            |                                                                              |         |
| Studenčany                 | 2004     | 53,33      | Frýdek-Místek: Čeladná, Staré Hamry                                       |                                                                              |         |
| Suchá Dora                 | 1969     | 17,6       | Nový Jičín: Jakubčovice nad Odrou, Odry                                   |                                                                              |         |
| Suchý vrch                 | 1990     | 49,56      | Bruntál: Vrbno pod Pradědem                                               |                                                                              |         |
| Svinec                     | 1995     | 38,3       | Nový Jičín: Nový Jičín                                                    |                                                                              |         |
| Štěpán                     | 1994     | 45,24      | Opava: Děhylov; Ostrava-město: Ostrava                                    |                                                                              |         |
| Travný                     | 2000     | 154,85     | Frýdek-Místek: Krásná, Morávka                                            |                                                                              |         |
| Travný potok               | 1955     | 18,68      | Frýdek-Místek: Morávka                                                    |                                                                              |         |
| Trojačka                   | 1969     | 60,55      | Nový Jičín: Hodslavice                                                    |                                                                              |         |
| U Leskoveckého chodníka    | 1970     | 28,97      | Opava: Skřipov                                                            |                                                                              |         |
| U Slatinného potoka        | 2002     | 5,38       | Bruntál: Stará Ves                                                        |                                                                              |         |
| Uplaz                      | 2008     | 173,27     | Frýdek-Místek: Dolní Lomná, Horní Lomná                                   |                                                                              |         |
| Valach                     | 1970     | 14,6       | Opava: Březová, Vítkov                                                    |                                                                              |         |
| Velké doly                 | 1990     | 36,5       | Frýdek-Místek: Třinec; Okres Karviná: Český Těšín                         |                                                                              |         |
| Velký Pavlovický rybník    | 2000     | 30,76      | Bruntál: Hlinka, Osoblaha, Slezské Pavlovice                              | Teich am Prudník, Vogelschutzgebiet                                          |         |
| Velký Polom                | 1999     | 73,67      | Frýdek-Místek: Dolní Lomná, Horní Lomná                                   |                                                                              |         |
| V Podolánkách              | 1955     | 32,06      | Frýdek-Místek: Čeladná                                                    |                                                                              |         |
| Vřesová stráň              | 1990     | 7,81       | Frýdek-Místek: Mosty u Jablunkova                                         |                                                                              |         |
| Zimný potok                | 2004     | 3,34       | Frýdek-Místek: Krásná                                                     |                                                                              |         |

## Nationale Naturdenkmäler
| Name               | Gründung | Größe [ha] | Lage                                                                        | Beschreibung                                                        | Ansicht |
| ------------------ | -------- | ---------- | --------------------------------------------------------------------------- | ------------------------------------------------------------------- | ------- |
| Landek             | 1966     | 85,53      | Ostrava-město: Ostrava                                                      | Bewaldeter Hügel am Stadtrand von Ostrava, archäologische Lokalität |         |
| Odkryv v Kravařích | 1966     | 1,64       | Opava: Kravaře                                                              | Geologische Lokalität im Hultschiner Ländchen                       |         |
| Ptačí hora         | 1970     | 17,46      | Bruntál: Nové Heřminovy                                                     | Gipfel im Altvatergebirge (573 m)                                   |         |
| Rešovské vodopády  | 1966     | 71,61      | Bruntál: Horní Město, Tvrdkov                                               | Wasserfälle an der Huntava im Altvatergebirge                       |         |
| Skalická Morávka   | 2007     | 102,3      | Frýdek-Místek: Frýdek-Místek, Nižní Lhoty, Nošovice, Raškovice, Vyšní Lhoty | Fluss im Beskiden-Vorland                                           |         |
| Šipka              | 1960     | 29         | Nový Jičín: Štramberk                                                       | Höhle im Beskiden-Vorland, archäologische Lokalität                 |         |
| Velký Roudný       | 1966     | 81         | Bruntál: Roudno                                                             | Tertiärvulkan im Altvatergebirge (780 m)                            |         |
| Javorový vrch      | 2009     |            | Bruntál: Malá Morávka                                                       | ehemaliges Bergwerk und geologisches Profil im Altvatergebirge      |         |

## Naturdenkmäler
| Name                           | Gründung | Größe [ha] | Lage                                       | Beschreibung                                                                   | Ansicht |
| ------------------------------ | -------- | ---------- | ------------------------------------------ | ------------------------------------------------------------------------------ | ------- |
| Byčinec                        | 1990     | 0,86       | Frýdek-Místek: Morávka                     |                                                                                |         |
| Černý důl                      | 1989     | 3,58       | Opava: Svatoňovice                         | Ehemaliges Bergwerk im Vorland des Altvatergebirges, Fledermaus-Winterquartier |         |
| Domorazské louky               | 1990     | 7,19       | Nový Jičín: Hostašovice                    |                                                                                |         |
| Filipka                        | 1990     | 1,1        | Frýdek-Místek: Návsí                       |                                                                                |         |
| Heraltický potok               | 1991     | 14,39      | Opava: Holasovice, Neplachovice, Stěbořice |                                                                                |         |
| Hradní vrch Hukvaldy           | 1999     | 77         | Frýdek-Místek: Hukvaldy                    |                                                                                |         |
| Hranečník                      | 1990     | 4,93       | Opava: Píšť                                |                                                                                |         |
| Hraniční meandry Odry          | 2006     | 125,87     | Karviná: Bohumín                           |                                                                                |         |
| Hůrky                          | 1995     | 16,04      | Opava: Velké Heraltice                     |                                                                                |         |
| Kamenárka                      | 2001     | 4,46       | Nový Jičín: Štramberk                      |                                                                                |         |
| Kamenec                        | 1992     | 9,82       | Frýdek-Místek: Dobrá                       |                                                                                |         |
| Kamenná                        | 1990     | 2,83       | Frýdek-Místek: Staříč                      |                                                                                |         |
| Kněhyňská jeskyně              | 1990     | 1          | Frýdek-Místek: Čeladná                     |                                                                                |         |
| Koryto řeky Ostravice          | 1966     | 0,34       | Frýdek-Místek: Ostravice                   |                                                                                |         |
| Kunčický bludný balvan         | 1990     | 0,01       | Ostrava-město: Ostrava                     |                                                                                |         |
| Kyčmol                         | 1990     | 0,08       | Frýdek-Místek: Horní Lomná                 |                                                                                |         |
| Lávový proud u Meziny          | 1997     | 1,22       | Bruntál: Mezina                            |                                                                                |         |
| Liptaňský bludný balvan        | 1966     | 0,01       | Bruntál: Liptaň                            | Findling nahe der Gemeinde Liptaň                                              |         |
| Lišková                        | 1974     | 2,48       | Frýdek-Místek: Bílá                        |                                                                                |         |
| Meandry Lučiny                 | 1992     | 40,65      | Karviná: Havířov                           |                                                                                |         |
| Meandry Staré Odry             | 1999     | 25,77      | Nový Jičín: Jeseník nad Odrou, Mankovice   |                                                                                |         |
| Morgenland                     | 2002     | 1,83       | Bruntál: Malá Morávka, Rudná pod Pradědem  |                                                                                |         |
| Motyčanka                      | 1990     | 0,23       | Frýdek-Místek: Mosty u Jablunkova          |                                                                                |         |
| Na Čermence                    | 1989     | 9,27       | Nový Jičín: Odry                           |                                                                                |         |
| Obidová                        | 1991     | 7,28       | Frýdek-Místek: Krásná                      |                                                                                |         |
| Oblík u Dívčího Hradu          | 1966     | 0,09       | Bruntál: Dívčí Hrad                        | paläontologische Fundstätte                                                    |         |
| Ondrášovy díry                 | 1990     | 4,5        | Frýdek-Místek: Malenovice, Ostravice       |                                                                                |         |
| Otická sopka                   | 1991     | 10,44      | Opava: Otice, Slavkov                      |                                                                                |         |
| Pikritové mandlovce u Kojetína | 1997     | 0,23       | Nový Jičín: Nový Jičín                     |                                                                                |         |
| Podgrúň                        | 1990     | 2,06       | Frýdek-Místek: Staré Hamry                 |                                                                                |         |
| Pod hájenkou Kyčera            | 1990     | 6,75       | Frýdek-Místek: Mosty u Jablunkova          |                                                                                |         |
| Pod hukvaldskou oborou         | 1990     | 0,42       | Frýdek-Místek: Kozlovice                   |                                                                                |         |
| Pod Lukšincem                  | 1975     | 0,09       | Frýdek-Místek: Malenovice                  |                                                                                |         |
| Polštářové lávy ve Straníku    | 1997     | 0,04       | Nový Jičín: Nový Jičín                     |                                                                                |         |
| Porubský bludný balvan         | 1990     | 0,01       | Ostrava-město: Ostrava                     |                                                                                |         |
| Prameny Zrzávky                | 1993     | 0,47       | Nový Jičín: Hostašovice                    |                                                                                |         |
| Profil Morávky                 | 1990     | 49,64      | Frýdek-Místek: Dobrá, Staré Město          |                                                                                |         |
| Pusté nivy                     | 1998     | 0,74       | Nový Jičín: Kunín                          |                                                                                |         |
| Razovské tufity                | 1997     | 1,07       | Bruntál: Razová                            | Überrest eines Lavastroms am Velký Roudný                                      |         |
| Rohovec                        | 1992     | 29,48      | Frýdek-Místek: Návsí                       |                                                                                |         |
| Rovninské balvany              | 1964     | 0,01       | Ostrava-město: Ostrava                     |                                                                                |         |
| Sedlnické sněženky             | 1988     | 16,04      | Nový Jičín: Příbor, Sedlnice, Skotnice     |                                                                                |         |
| Stará řeka                     | 2002     | 1,42       | Karviná: Horní Bludovice                   |                                                                                |         |
| Staré hliniště                 | 1989     | 4,39       | Bruntál: Krnov                             | Ehemalige Tongrube, Lebensraum geschützter Amphibien- und Vogelarten           |         |
| Stříbrné jezírko               | 1990     | 0,22       | Nový Jičín: Fulnek                         |                                                                                |         |
| Štola pod Jelení cestou        | 1989     | 0,03       | Bruntál: Malá Morávka                      |                                                                                |         |
| Travertinová kaskáda           | 1988     | 1,26       | Nový Jičín: Tichá                          |                                                                                |         |
| Turkov                         | 1993     | 20,12      | Ostrava-město: Ostrava                     |                                                                                |         |
| Uhlířský vrch                  | 1966     | 3,7        | Bruntál: Bruntál                           | Quartärer Vulkankegel im Altvatergebirge                                       |         |
| Úvalenské louky                | 1957     | 6,5        | Opava: Brumovice                           |                                                                                |         |
| Váňův kámen                    | 1993     | 0,78       | Nový Jičín: Kopřivnice                     |                                                                                |         |
| Velký kámen                    | 1999     | 3,65       | Nový Jičín: Veřovice                       |                                                                                |         |
| Věřňovice                      | 1989     | 4,58       | Karviná: Dolní Lutyně                      |                                                                                |         |
| Vodopády Satiny                | 2006     | 8,76       | Frýdek-Místek: Malenovice                  |                                                                                |         |
| Vrásový soubor v Klokočůvku    | 1998     | 1,24       | Nový Jičín: Odry                           |                                                                                |         |
| Žermanický lom                 | 1992     | 1,95       | Frýdek-Místek: Žermanice                   |                                                                                |         |